# Giovanni Gronchi
Giovanni Gronchi, né le 10 septembre 1887 à Pontedera, près de Pise, et mort le 17 octobre 1978 à Rome, est un homme d'État italien, d'obédience démocrate-chrétienne. Plusieurs fois ministre, il est président de la Chambre des députés de 1948 à 1955, puis président de la République italienne de 1955 à 1962. Il est également sénateur à vie de 1962 à 1978.
Sa volonté d'exercer un pouvoir éminent, notamment dans la conduite des affaires étrangères de l'Italie, durant l'exercice de ses fonctions présidentielles font de lui l'une des rares personnalités politiques italiennes auxquelles sont prêtées des sympathies pour un exécutif plus fort calqué sur le régime gaullien en France.

## Biographie

### Études et débuts en politique
Fils d'un boulanger qui vendait du salami pour subvenir aux besoins de plus en plus croissants de sa famille, Giovanni Gronchi est âgé de quinze ans lorsqu'il rejoint les démocrates-chrétiens dirigés par Romolo Murri. Après avoir fréquenté le lycée scientifique Sainte-Catherine, il suit des cours à la prestigieuse École normale supérieure de Pise dont il sort également diplômé.
Entre 1911 et 1915, tout en militant en faveur des démocrates-chrétiens, il enseigne la philosophie dans des lycées de Parme, Bergame et Monza avant de prendre part à la Première Guerre mondiale comme officier d'infanterie. Il recevra une médaille de la valeur militaire pour ses mérites sur le front.
Très engagé, Gronchi participe, le 18 janvier 1919, à la première réunion du Parti populaire organisée par Luigi Sturzo à l'hôtel Santa Chiara de Rome. La même année, il est élu député pour la première fois.
Nommé sous-secrétaire d'État à l'Industrie dans le gouvernement du fasciste Benito Mussolini au mois d'octobre 1922, il en est débarqué lorsque le PPI se retire du gouvernement le 27 avril 1923. Quelques mois plus tard, il constitue, avec Giulio Rodino et Giuseppe Spataro, le triumvirat dirigeant du PPI prenant la suite de Sturzo, démissionnaire.
En 1926, Gronchi est déchu de son mandat parlementaire pour avoir participé à la « grève de l'Aventino » ce qui semble le contenter puisqu'il s'oppose de plus en plus vivement au fascisme. Devenu veuf de sa première épouse en 1941, il épouse, en secondes noces, Carla Bissatini, de vingt-cinq ans sa cadette.

### Figure de l'aile gauche de la DC
Au mois de septembre 1942, Giovanni Gronchi participe à la préparation d'une nouvelle formation politique au côté d'Alcide De Gasperi, Achille Grandi et  Piero Malvestiti, qui compteront, avec lui, parmi les fondateurs de la Démocratie chrétienne, un nouveau parti d'inspiration catholique situé au centre de l'échiquier politique italien.
Fort de ces relations, il se voit confier d'importantes fonctions lorsqu'il est nommé, au sortir de la Seconde Guerre mondiale, ministre de l'Industrie et du Commerce, fonctions qu'il assumera sous l'autorité successive d'Ivanoe Bonomi, de Ferruccio Parri et d'Alcide De Gasperi.
Siégeant à l'Assemblée constituante à partir du 25 juin 1946, puis comme député dès 1948, il est considéré comme l'un des meneurs de l'aile gauche de la DC au côté d'Amintore Fanfani et de Giuseppe Dossetti.
La carrière politique de Giovanni Gronchi prend un tournent décisif lorsqu'il est élu président de la Chambre des députés par ses pairs, le 8 mai 1948 ; il recueille 314 suffrages contre 164 à Ferdinando Targetti. Soucieux d'accomplir son devoir dans un cadre purement constitutionnel, il sort de sa réserve pour contester, avec une certaine vigueur le Pacte atlantique. En outre, il prône un rapprochement avec le Parti socialiste de Pietro Nenni, se démarquant en cela des autres démocrates-chrétiens ; cette prise de position ne lui portera pas préjudice, cependant, puisqu'il est réélu à la présidence de la chambre basse le 25 juin 1953.

### Président de la République

#### Une élection surprenante

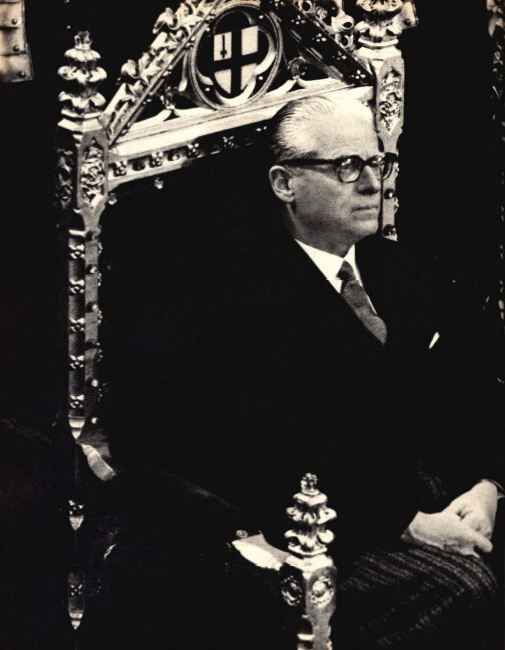
Giovanni Gronchi en 1961.

Au terme du septennat de Luigi Einaudi, les députés, sénateurs et représentants régionaux sont convoqués pour l'élection de son successeur. Deux favoris se détachent pour cette élection présidentielle : l'ancien président du Conseil actionniste Ferruccio Parri, candidat de la gauche, et le président du Sénat Cesare Merzagora, candidat de la DC et de son chef, Amintore Fanfani. La reconduction du président sortant, Luigi Einaudi, est soutenue par les partis laïques (PLI, PRI, PSDI).Toutefois, lors du premier tour, Merzagora n'obtient que 228 voix sur 380 parlementaires et plusieurs francs-tireurs démocrates-chrétiens se rangent derrière le président de la Chambre, Giovanni Gronchi, qui recueille 30 suffrages alors qu'il n'est pas candidat désigné.
Le deuxième tour de scrutin met en danger la candidature de Merzagora (225 voix) puisque Gronchi rassemble 127 suffrages et devance le favori de l'élection lors du troisième tour en rassemblant, sur son nom, 281 voix, soit un peu moins de quarante voix de plus que le deuxième personnage de l'État.
Ce dernier, la mine défaite, se retire pour favoriser l'élection, au quatrième tour, de Giovanni Gronchi, désigné président de la République italienne le 29 avril 1955 par 658 voix contre 70 au président sortant Luigi Einaudi, candidat des libéraux. C'est le vice-président de la Chambre, Giovanni Leone, qui annonce les résultats depuis le « perchoir » de la Chambre des députés, suscitant une véritable acclamation à l'adresse du président élu, qui doit cette désignation à un accord transversal conclu entre l'aile droite de son parti, anciens proches de De Gasperi parmi lesquels Giulio Andreotti, Guido Gonella et Giuseppe Pella, qui contestent le pouvoir fanfanien, les formations de droite et les partis de la gauche parlementaire, qui considère Gronchi ouvert à la participation du PSI au gouvernement.
Âgé de soixante-sept ans au moment de son élection, Gronchi devient le troisième président de la République italienne après Enrico De Nicola et Luigi Einaudi, auquel il succède officiellement le 11 mai 1955.

#### L'exercice du pouvoir présidentiel
Son discours aux Chambres le 11 mai contente la gauche par son appel à inclure davantage les classes populaires à la société et à achever la Constitution. Dès son investiture, Gronchi fait savoir à son entourage et au gouvernement qu'il compte, à l'inverse de ses prédécesseurs, s'impliquer activement dans la conduite de la politique étrangère de l'Italie, mais il rencontre l'opposition du ministère des Affaires étrangères qui le rappelle aux prérogatives imposées par la Constitution.
Gronchi n'en a cure et n'aura de cesse, durant tout son septennat, d'adopter des positions iconoclastes, quitte à se placer en porte-à-faux vis-à-vis du gouvernement italien comme lorsqu'au cours d'un voyage présidentiel aux États-Unis, le chef de l'État italien, dans un entretien accordé au Christian Science Monitor, suggère la réunification de l'Allemagne, s'attirant les foudres du président du Conseil Antonio Segni, du vice-président du Conseil Giuseppe Saragat et du chef de la diplomatie, Gaetano Martino, qui ne mâchera pas ses mots lors d'une interview très sévère à l'endroit du président de la République.
En outre, au mois de mars 1957, le président Gronchi prend la peine d'adresser un courrier au président américain Dwight D. Eisenhower, sans avoir informé au préalable le ministre des Affaires étrangères et suscitant, de fait, un débat sur la norme constitutionnelle empêchant, a priori, le chef de l'État d'intervenir dans la conduite des affaires diplomatiques de son pays.

#### Des tentatives répétées d'intervention politique

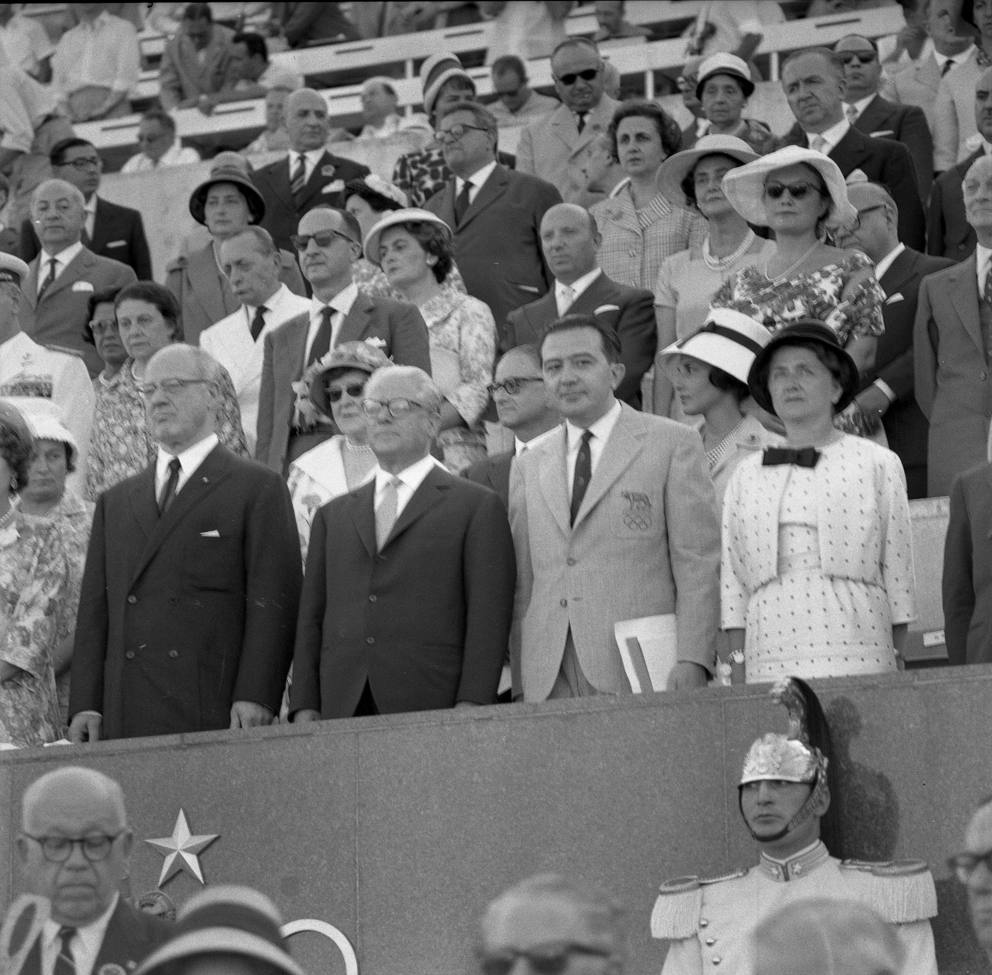
Giovanni Gronchi et Giulio Andreotti, lors de la cérémonie d'ouverture des J. O., le 25 août 1960.

Résolu à jouer un rôle dépassant le caractère essentiellement notarial de la fonction présidentielle, Giovanni Gronchi a tenté, à plusieurs reprises, de faire entrer les socialistes dans la majorité parlementaire, mais sans succès. Ces tentatives répétées auront de lourdes conséquences et lui coûteront d'ailleurs sa réélection en 1962.
Alors qu'il vient d'obtenir la confiance des chambres du Parlement, le président du Conseil, Adone Zoli, annonce sa démission le 10 juin 1957 pour refuser le soutien des néo-facistes du MSI ; celle-ci acceptée avec réserve, le président Gronchi tente de résoudre rapidement la crise en confiant un « mandat exploratoire » à Cesare Merzagora, chargé de constituer un nouvel exécutif soutenu par une ample majorité parlementaire s'étendant du centre à la gauche mais celle-ci étant impossible à trouver, Gronchi se résout à demander à Zoli de rester aux affaires, ce que ce dernier accepte à regret.
Les élections générales du 25 mai 1958 conduisent à la formation d'un exécutif dirigé par Amintore Fanfani généralement considéré comme le premier dit de « centre gauche » puisqu'il unit sous une même bannière démocrates-chrétiens et sociaux-démocrates, à l'initiative du président Gronchi qui a facilité la naissance de ce gouvernement toutefois temporaire puisqu'il est démis au mois de janvier 1959.
Un épisode, toutefois, marquera la présidence de Gronchi : au mois de mars 1960, décidé à voir un gouvernement soutenu par les socialistes, dans l'opposition depuis 1947, le président de la République nomme l'un de ses fidèles, Fernando Tambroni, à la présidence du Conseil ; or, le nouveau chef du gouvernement n'obtient pas l'appui des socialistes et, pis encore, recueille le soutien du MSI, ce qui conduit trois ministres et un sous-secrétaire d'État à quitter le gouvernement. Plus tard, des manifestations contre le MSI seront sévèrement réprimées sur l'ordre de Tramboni, et treize mort sont à déplorer à l'issue d'affrontements opposant force de l'ordre et manifestants. De plus en plus contesté, Tambroni démissionne et voit le chef de l'État acculé de toute part, contraint d'achever sa présidence avec une attitude strictement neutre et dépourvue de desseins politiques au sens strict du terme comme le prévaut la Constitution.

### Après la présidence
Tenté par l'idée de solliciter un deuxième septennat auprès des grands électeurs, Gronchi doit néanmoins renoncer, conscient que ses chances de réélection sont finalement aussi minces que ne le furent celles de son prédécesseur sept ans plus tôt, en 1955. Le 11 mai 1962, il transmet ses pouvoirs présidentiels à son successeur élu, Antonio Segni, devenant sénateur à vie de droit en sa qualité d'ancien président de la République.
De plus en plus fatigué par la vieillesse, il meurt le 17 octobre 1978 à l'âge de quatre-vingt-onze ans. Sa mort est cependant peu médiatisée du fait de l'élection de Karol Wojtyła comme pape sous le nom de Jean-Paul II à l'issue du conclave inauguré après la mort du précédent pontife, Jean-Paul Ier. Il est inhumé au cimetière de la Miséricorde, à Pontedera.